# Kōauau

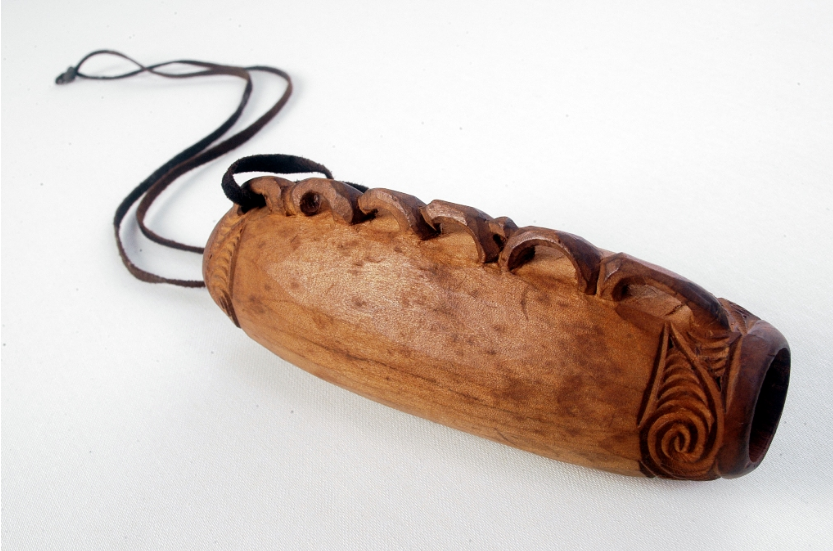
Kōauau från Museo azzarini, Argentina

En kōauau är ett traditionellt blåsinstrument från Maorikulturen, som tillverkades av träslag med mjuk kärna – denna urholkades genom att brännas med heta glödande kol. Instrumentet hade vanligtvis tre fingerhål på ovansidan och ett på undersidan, ibland smyckade med inlägg av pauaskal. Varje hål hade ett namn kopplat till den mytologiska hjälten Maui: Maui-mua, Maui-roto och Maui-taha – en symbolik som återkopplade till hans tre bröder. I vissa fall gjordes flöjten av ben, ofta från en avliden släkting, en fiende eller från en albatrossvinge. Det berättades att ben från fiender gav särskilt välljudande toner. Kōauau användes av personer med hög social status inom stammen och bars ofta runt halsen när de inte spelades.